# 구글 검색의 연표
구글에서 제공하는 구글 검색은 2023년 기준 월드 와이드 웹에서 가장 널리 사용되는 검색 엔진으로, 하루에 80억 건 이상의 검색이 이루어진다. 이 문서는 구글 검색 서비스 역사의 주요 사건을 다룬다.
구글의 모든 제품, 인수 및 회사 변경을 포함한 회사의 구글 역사는 구글의 역사 문서를 참조할 것.

## 연표
| 기간             | 개발. |
| ---------------- | --- |
| 1996–1997        | 기본 기술 개발, 검색 엔진 출시, Gmail 및 교실과 같은 첨부 파일은 나중에 제공된다. |
| 2000             | 국제화: 13개의 새로운 언어로 검색이 시작되었다. |
| 2001–2004        | 구글은 구글 뉴스, 구글 도서 및 구글 학술 검색과 같은 많은 새로운 검색 카테고리를 출시한다. |
| 2002년 이후      | 명시적으로 발표된 검색 알고리즘 업데이트의 시작이다. |
| 2008–2010        | 사용자를 위한 더 빠른 검색 환경: 구글 제안(2004년 시험 출시, 2008년 기본 검색 엔진에 통합), 구글 순간 검색(2010) 및 구글 순간 미리보기.                                                                                              |
| 2005, 2009, 2012 | 구글은 검색에 도움이 되도록 웹 기록을 사용하기 시작하고(2005) 소셜 검색을 실험적으로 시작하고(2009) 서치 플러스 유어 월드(Search Plus Your World)를 시작한다(2012).                                                                  |
| 2009–2010        | 카페인 웹의 더 빠른 인덱싱과 더 새롭고 주제에 맞는 검색 결과를 위한 업데이트이다. |
| 2011–2014        | 구글 판다(구글 검색 알고리즘 일부에 대한 업데이트)는 2011년에 출시되었으며 발표된 업데이트는 2014년 9월(Panda 4.1)까지 계속된다. 명시된 목표에는 광고 대 콘텐츠 비율이 높은 스팸, 콘텐츠 팜, 스크레이퍼 및 웹사이트 단속이 포함된다. |
| 2012–2014        | 구글 펭귄(구글 검색 알고리즘 일부에 대한 업데이트)은 웹스팸에 집중할 목적으로 2012년에 출시되었다. 마지막 명명된 업데이트는 2014년 10월이다. 2014년 12월부터 펭귄은 연속 업데이트(Penguin Everflux)로 이동한다.                      |
| 2012년 이후      | 구글은 구글 지식 그래프를 검색 결과에 통합한다. |
| 2013             | 구글은 향후 시맨틱 검색을 활성화하고 지식 그래프와 더 잘 통합될 수 있는 업데이트인 구글 허밍버드를 출시한다. |
| 2014년 이후      | 구글은 지역 검색 알고리즘을 대대적으로 업데이트한다. 업데이트 이름은 구글 피존이다. |
| 2015년 이후      | 구글은 1월에 웹마스터에게 모바일 사용성 문제에 대해 경고하고 2015년 4월 21일부터 출시될 검색 알고리즘의 주요 업데이트를 발표한다. |
| 2019년 4월       | 2019년 4월 초, 색인에서 페이지를 삭제하는 대규모 색인 해제 버그가 보고되었다. 구글은 2019년 4월 11일, 인덱싱 문제가 완전히 해결되었다고 언급했다.                                                                                    |